# Aoki Densetsu Shoot!
Aoki Densetsu Shoot! (яп. 蒼き伝説 シュート!) — японская манга, автором которой является Цукаса Осима. В 1994 году манга получила премию манги Коданся как лучшее сёнэн-произведение. По мотивам манги студией Toei Animation был выпущен аниме-сериал, который транслировался по телеканалу Fuji TV с 7 ноября 1993 года по 25 декабря 1994 года. Всего выпущено 58 серий аниме. Сериал также транслировался на территории Германии, Италии, Испании и арабских стран.

## Сюжет
В детстве Тоси, Кэндзи Дзин и Синди были лучшими друзьями и лучшими игроками в школе, их возможности были настолько велики, что они имели шанс попасть на финальный чемпионат национального уровня, однако всё сорвалось после того, как Кэндзи был вовлечён в потасовку между бандами, и в соответствии с правилами вся футбольная команда была дисквалифицирована из турнира. Проходят года, и по случайному совпадению все четверо бывших друзей оказываются в одной школе, однако теперь они бросили футбол и имеют перед собой иные цели в жизни. В мир футбола решает вернуться Тоси, вступив в школьную команду. Он пытается убедить своих друзей тоже вернуться и снова начать играть в футбол.

## Список персонажей
Тосихико Танака (яп. 田仲俊彦)
Сэйю: Хикару Мидорикава
Главный герой истории. Решает вернуться играть в футбол и убедил в этом своих друзей. Сначала у Тоси было обнаружено сильное нарушении баланса в ногах, что делало его неуклюжим во время игры. Изучив ноги Тоси, Кубо выяснил, что левая нога Тоси сильнее чем правая, в то время как парень полагался больше на правую ногу. Чтобы переучить Тоси играть левой ногой, Куба временно отстранил Тоси от команды и лично тренировал его. Сначала Тоси был не доволен и чувствовал себя опозоренным, но позже обнаружил, что может делать невероятно сильные удары левой ногой.
Кадзухиро Хирамацу (яп. 平松和広)
Сэйю: Масами Кикути
Лучший друг Тоси, играл с ним когда-то в футбол, однако позже прекратил по настоянию отца. После уговоров Тоси снова решает играть в футбол, хотя стал снова встречать отпор со стороны отца. В конце концов Кадзухиро узнаёт, что его отец тоже когда-то был профессиональном футболистом. Обладает особой техникой «двойного удара», которая вызывает иллюзию исчезновения мяча и таким образом вводит противников в заблуждение. Значительно позже он демонстрирует «тройной удар». Влюблён в Кадзуми и соперничает с Тоси за её седрце.
Сирайси Кэндзи (яп. 白石健二)
Сэйю: Нобутоси Канна
Один из друзей Тоси, решает вернуться в мир футбола. Хотя он ненадёжный вратарь, обладает отличным чувством направления мяча. Очень вспыльчив и склонен провоцировать драки, особенно когда в команду вступил Махори. Способен мастерски блокировать сильнейшие удары.
Кадзуми Эндо (яп. 遠藤一美)
Сэйю: Норико Хидака
Менеджер футбольного клуба. Лучшая подруга Тоси, тайно влюблена в него, однако её чувства не взаимны. Выступает в качестве болельщика команды. Позже начинает карьеру айдору, чтобы стать звездой, как и Тоси.
Ацуси Камия (яп. 神谷篤司)
Сэйю: Тосиюки Морикава
Вице-капитан футбольной команды, грубоват, но в душе добрый человек. Не способен на командную работу, поэтому когда-то его не принимали в футбольную команду в средней школе. Но после прихода Кубо, они стали близкими друзьями и грозными игроками. После смерти Кубо, Ацуси стал капитаном команды, а Тоси стал его преемником. Отличный лидер, хороший стратег. Даёт отличные пасы, которые могут сбить с толка противника.
Эсихару Кубо (яп. 久保 嘉晴)
Сэйю: Тосио Фурукава
Талантливый футболист и гений. Долгое время жил в Германии и позже приехал обратно в Японию где решил сформировать собственную футбольную команду, которая попала на национальный чемпионат. В полуфинале чемпионата Кубо удалось пройти в одиночку 11 соперников и забить гол. Умирает в 19 серии от лейкемии.
Кэйго Махори (яп. 馬堀圭吾)
Сэйю: Томокадзу Сэки
Впервые появляется в 21 серии, жил 6 лет в Бразилии и вернулся в Японию после смерти Кубо. В Бразилии изучил технику игры «самбо», которой поражает фанатов и противников.
Ютака Сасаки (яп. 佐々木豊)
Сэйю: Иссин Тиба
Друг Нитты, не очень способный игрок, в аниме он показан сильным игроком. Знает тайные приёмы Нитты. Является музыкантом. Занимает позицию офсайда в игре и даёт внезапный отпор противнику если у того серьёзные преимущества.
Сигэки Оцука
Лучший друг Акахори, сильный и способный игрок, который играет ключевую роль для команды. Очень порывист и импульсивен. Сначала не хотел присоединяться к команде из-за Камии.
Цуёси Акахори
Сэйю:Синъитиро Ота
Самый высокий игрок в команде, 1.92 метра. До прихода Кэндзи был вратарём. Очень добродушный человек, может также играть в баскетбол.

## Игра
По мотивам аниме и манги была выпущена игра Aoki Densetsu Shoot! (яп. 蒼き伝説シュート！ Legend KI shot!) для игровых приставок Super Famicom и Nintendo Game Boy. В выпуске журнала Famitsu игра по рейтингу заняла 18 место из 40 игр-новинок.